# Karenis
Karenis – wieś w Armenii, w prowincji Kotajk. W 2011 roku liczyła 663 mieszkańców.